# Cxema
Cxema (вимовляється як — Схема) — український організатор рейвів у міських урбаністських просторах України та Європи.  Їх вечірки проводяться кілька разів на рік у різних постіндустріальних локаціях Києва й інших містах з 2014 року.
Про ці події писали такі відомі міжнародні ЗМІ, як Dazed,  iD,  Mixmag .  Crack Magazine  і Trax. 

## Історія
Cxema була заснована ді-джеєм Славою Лепшеєвим у Києві навесні 2014 року в той час, коли російсько-українська війна одразу після Української революції 2014 року призвела до майже повного припинення нічного життя і переважно молодь прагнула отримати хоч якусь відраду. 
Подібними прикладами в історії були британські та німецькі  рейви 80-90-х років,  які виникли в умовах депресивної соціальної реальності та економічних труднощів. У складних умовах культура рейвів протиставляється цінностям рівності, ненасильства та тілесної свободи.
Головні риси рейв-культури – інклюзивність і здатність залучати представників різних субкультур і спільнот.[джерело?] Ці особливості сприяли перетворенню деяких рейвів у масштабні музичні фестивалі.
Політика Cxema «без фейс-контролю » допомогла розширити коло постійних відвідувачів і зробити захід демократичним.

## Виробництво
До організації рейвів Cxema також залучені архітектори та художники по світлу. Діяльність архітекторів включає облаштування сцени та інших необхідних приміщень. Архітектори також організовують потоки людей, створюючи цілісний візуальний образ і відчуття свободи, враховуючи безпеку і контролюючи всі процеси, що відбуваються. Архітектори не обмежуються лише формальними рішеннями, вони також відображають соціальний і культурний контекст, музичну індустрію та медіа-мистецтво, що формує більш продумані результати.[джерело?]
Завдяки впізнаваному мінімалістичному стилю та стрімкому зростанню кількості відвідувачів Cxema стала символом нічного життя Києва. 

## Місцезнаходження
Вечірки Cxema проходять у різних постіндустріальних просторах Києва. Локаціями для рейвів Cxema стали: Club Otel (в районі фабрики стрічкової тканини), Гаражний кооператив «АК Сигнал», ресторан «Відпочинок» на Трухановому острові, скейт-парк GAVANЬ (під новим Harbour Bridge ), клуб The Cinema, приміщення фонду «Ізоляція» (в будівлі Київського суднобудівного заводу), Plivka Art Center (в м. будівля Національного центру Олександра Довженка), у павільйонах кіностудії Довженка, колишньої фабрики Tetra Pak . 

## Побічні проекти
З жовтня 2016 року вечірки «Схема Backstage» проходять в інших містах України та Європи, де беруть участь українські артисти та музиканти з усього світу. Місця проведення включали клуби у Львові, Варшаві, Вільнюсі, Лейпцигу, Трезорі та Бергхайні . 
Володя — це формат нічної вечірки в Києві, який поєднує живу гітарну та електронну музику, де живі виступи відбуваються поряд з DJ-сетами. Це допомагає збільшити аудиторію артистів на нерозвиненій музичній сцені. Символом Володі є авторефлексивна робота київського художника Вови Воротньова, яка водночас є візуальною репрезентацією нової молодіжної формації. Перша Володя вечірка відбулася в липні 2016 року.
Денні вечірки віддають перевагу хаус-музиці та експериментальним живим виступам і відбуваються лише на відкритому повітрі. Перший захід відбувся у серпні 2019 року на подвір’ї кіностудії Довженка 
Cxemcast створює подкасти на SoundCloud  в яких представлені артисти української та світової електронної сцени, що супроводжуються інтерв’ю з самими авторами українською та англійською мовами на сайті Cxema. 

## Дивіться також
- Список фестивалів електронної музики
- Фестиваль CTM

## Зовнішні посилання
- Офіційний сайт

## Подальше читання
- TIGHT, magazine (12 липня 2018), Cxema: Raving the limits, TIGHT

Шаблон:Electronic music festivals